# Condado de Monteblanco
El condado de Monteblanco es un título nobiliario español, creado por el rey Fernando VI, el 28 de enero de 1755 a favor de Agustín de Salazar y Muñatones, Alcedo y Moral (1702-1771), alcalde de Chincha, Perú, caballero de Santiago.Fue sede del mayorazgo la Casa Hacienda San José.

## Condes de Monteblanco

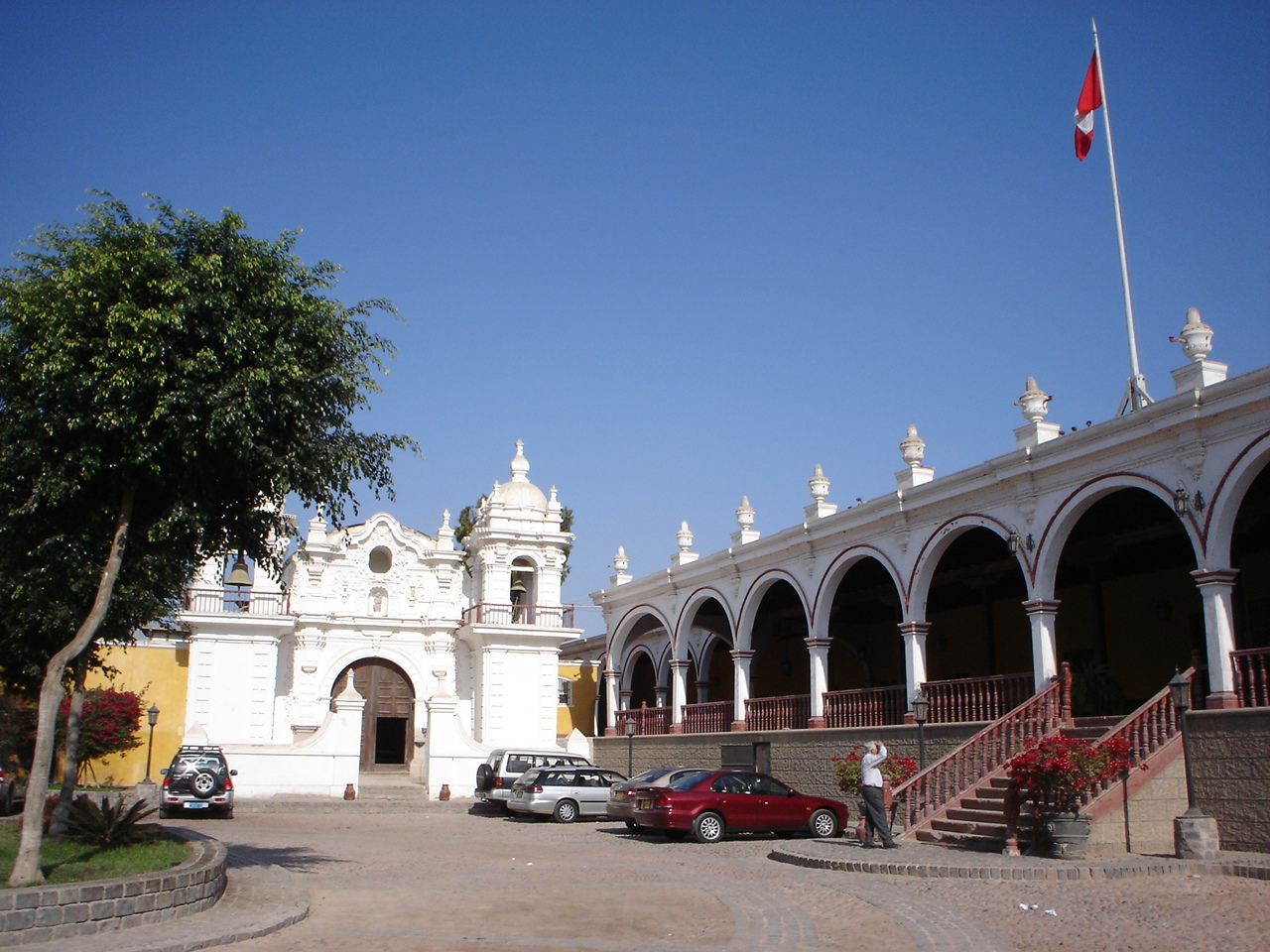
Hacienda San José, Chincha, Perú, sede del mayorazgo

|                                                                                                  | Titular                                                           | Periodo                  |
| Creación por Fernando VI                                                                         | Creación por Fernando VI                                          | Creación por Fernando VI |
| ------------------------------------------------------------------------------------------------ | ----------------------------------------------------------------- | ------------------------ |
| I                                                                                                | Agustín de Salazar y Muñatones                                    | 1755-1771                |
| II                                                                                               | María Rosa de Salazar y Gabiño, VI condesa de Montemar            | 1771-1810                |
| III                                                                                              | Fernando Carrillo de Albornoz y Salazar, VII conde de Montemar    | 1815-1839                |
| IV                                                                                               | Fernando de Carrillo de Albornoz y Zabala, VIII conde de Montemar | 1847-1864                |
| Sucesión interrumpida tras la abolición de los títulos Nobiliarios en Perú en 1823               |                                                                   |                          |
| Rehabilitación por Alfonso XIII                                                                  |                                                                   |                          |
| V                                                                                                | Rafael de Mazarredo y Tamarit, VI marqués de Villora              | 1913-1924                |
| VI                                                                                               | Sofía Josefa de Salazar y Aguirre                                 | 1924-1951                |
| VII                                                                                              | José Ignacio de Moyúa y Maiz                                      | 1956-1990                |
| Resolución judicial de 1990 restituyendo el título a los herederos de mejor derecho del IV Conde |                                                                   |                          |
| VIII                                                                                             | Catalina Carrillo de Albornoz y Barúa                             | 1990-2004                |
| IX                                                                                               | José Guillermo Francisco de Gastañeta y Carrillo de Albornoz      | 2004-2021                |
| X                                                                                                | Dora Wilma Carrillo Araoz                                         | 2021-actual titular      |

## Historia de los Condes de Monteblanco
- I conde: Agustín de Salazar y Muñatones (Lima, 1702-1771).

1. Contrajo matrimonio en 1746 con María Francisca de Gaviño y Reaño. Le sucedió su hija:

- II condesa: María Rosa de Salazar y Gaviño (Lima, 1749-1810)

1. Casó en 1764 con Fernando Carrillo de Albornoz y Bravo de Lagunas, VII conde de Montemar. Le sucedió su hijo:

- III conde: Fernando Carrillo de Albornoz y Salazar, VII conde de Montemar y señor del Castillo de Mirabel (Chincha, 1769 - Madrid, 1839).

1. Casó en 1804 con Petronila de Zavala y Bravo de Rivero. Le sucedió su hijo:

- IV conde: Fernando Carrillo de Albornoz y Zavala (Lima, ¿? - 1864).

1. Casado en 1848 con Catalina de Mendoza y Boza. Con sucesión.

Rehabilitado en 1913 por:
- V conde: Rafael de Mazarredo y Tamarit, VI marqués de Villora (1845-1924), senador del Reino. Le sucedió una pariente lejana del primer conde:

- VI condesa: Sofía de Salazar y Aguirre (Bilbao, 1861-1951). Le sucedió su sobrino nieto:

- VII conde: José Ignacio de Moyúa y Maiz (Bilbao, 1922-¿?). Por sentencia del juzgado de primera instancia de Bilbao, el título pasó a una nieta del IV conde:

- VIII condesa: Catalina Carrillo de Albornoz y Barúa (Lima, 1914-2005).

1. Casada con José Nicolás Gastañeta Iglesias. Le sucedió su hijo:

- IX conde: José Guillermo Francisco Gastañeta y Carrillo de Albornoz (Lima, 1946-2021).

1. Casado en 1974 con Ana María Gallese Valdez, con sucesión. Le sucedió su prima:

- X condesa: Dora Wilma Carrillo Araoz.

1. Casada con Horacio Alejandro Guanilo García.

## Problemas de Sucesión

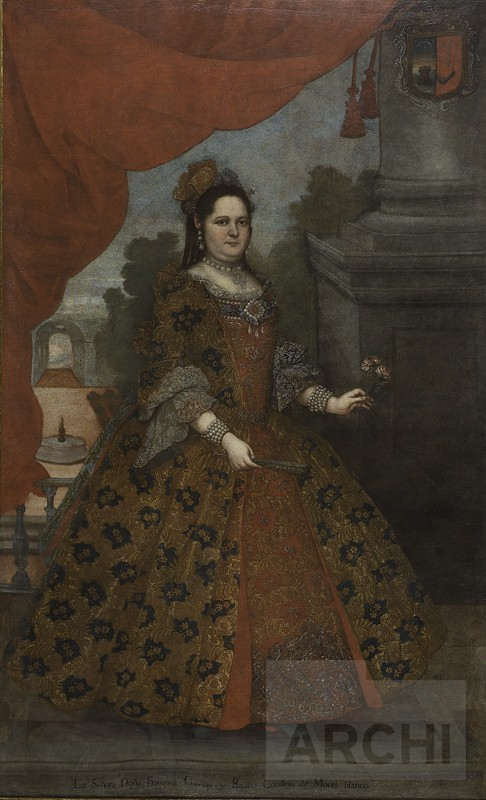
Francisca Gabiño y Riaño, consorte del I conde

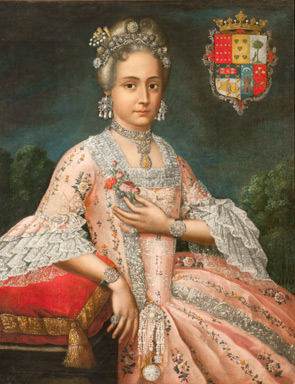
María Rosa de Salazar, II condesa.

El primer escollo radicó en el hecho de que el I Conde y creador del mayorazgo, Agustín de Salazar y Muñatones, no tuvo hijos varones con ninguna de sus dos esposas. Su cuantiosísima herencia habría de dividirse, pues, entre sus tres hijas, reservándose el derecho de designar a la heredera del mayorazgo y título. Con el fin de perpetuar su linaje, en su testamento establecía la siguiente condición:
«[...] es voluntad del otorgante como fundador del mayorazgo, que el poseedor, aunque lo herede por línea de Mujer, haya precisamente de usar el apellido de Salazar y título de Conde de Monteblanco y poner en sus divisas [...] las armas [....] del otorgante y de su padre [...] Y si omitieren el cuidado de usar de dicho apellido y título por espacio de cuarto años, y reconvenidos por el inmediato llamado no lo enmendaren, pierdan el Mayorazgo y pase a gozarlo el siguiente.»
Heredó la primogénita, María Rosa, que casó con Fernando Carrillo de Albornoz y Bravo de Lagunas, VI conde de Montemar.
La Guerra de Independencia de Perú obligará a la familia a exiliarse en España, donde en 1839 fallece el III Conde. La familia regresará poco después al Perú, pero dado que en 1823 la recién instaurada República había abolido los títulos nobiliarios, el último conde será Fernando de Carrillo de Albornoz y Zabala (1810-1864).
Durante el reinado de Alfonso XIII, el título será rehabilitado en beneficio de Rafael de Mazarredo y Tamarit, senador, descendiente a su vez de Juan de Salazar y Butron (1430-1468), tatara-tatara-tatara-tatara-abuelo del primer conde. Murió sin hijos, y el título fue reclamado por Sofía de Salazar y Aguirre, pariente de mejor derecho, siendo su bisabuelo primo en 3.er grado del primer conde. A su muerte heredó su sobrino-nieto, José Ignacio de Moyúa y Maiz.
En 1990, el juzgado de primera instancia de Bilbao dictó sentencia en el pleito presentado por Catalina Carrillo de Albornoz y Barúa, dictaminando a su favor, sin perjuicio de tercero de mejor derecho, devolviendo el título al Perú después de más de un siglo.
El 7 de diciembre de 2021, se publicó en el Boletín Oficial del Estado, la orden para quese expidiera la real carta de sucesión, «previo pago del impuesto correspondiente», a favor de Dora Wilma Carrillo Araoz.